# Nghĩa Lộc
Nghĩa Lộc là một xã thuộc tỉnh Nghệ An, Việt Nam. Xã được hình thành trên cơ sở sáp nhập xã Nghĩa Long và xã Nghĩa Lộc của huyện Nghĩa Đàn trong đợt Sáp nhập tỉnh thành Việt Nam 2025.

## Địa lý
Xã Nghĩa Lộc có vị trí địa lý:
- Phía Đông giáp xã Quỳnh Tam;
- Phía Nam giáp xã Tân Phú và xã Quỳnh Tam;
- Phía Tây giáp xã Nghĩa Khánh;
- Phía Bắc giáp phường Thái Hòa và xã Đông Hiếu.

Xã Nghĩa Lộc có diện tích tự nhiên 62,93 km².

## Hành chính và tên gọi
Xã Nghĩa Lộc được thành lập theo Nghị quyết số 1678/NQ-UBTVQH15 của Ủy ban Thường vụ Quốc hội Việt Nam, ban hành ngày 16 tháng 6 năm 2025. Theo đó, sắp xếp toàn bộ diện tích tự nhiên, quy mô dân số của xã Nghĩa Long và xã Nghĩa Lộc thuộc huyện Nghĩa Đàn trước đây thành một xã mới có tên gọi là xã Nghĩa Lộc.
Trước đó, theo Đề án sắp xếp đơn vị hành chính cấp xã tỉnh Nghệ An, xã này là xã Nghĩa Đàn 7.
Sau sắp xếp xã có diện tích tự nhiên: 62,93 km², quy mô dân số: 25.007 người.